# Hektometr

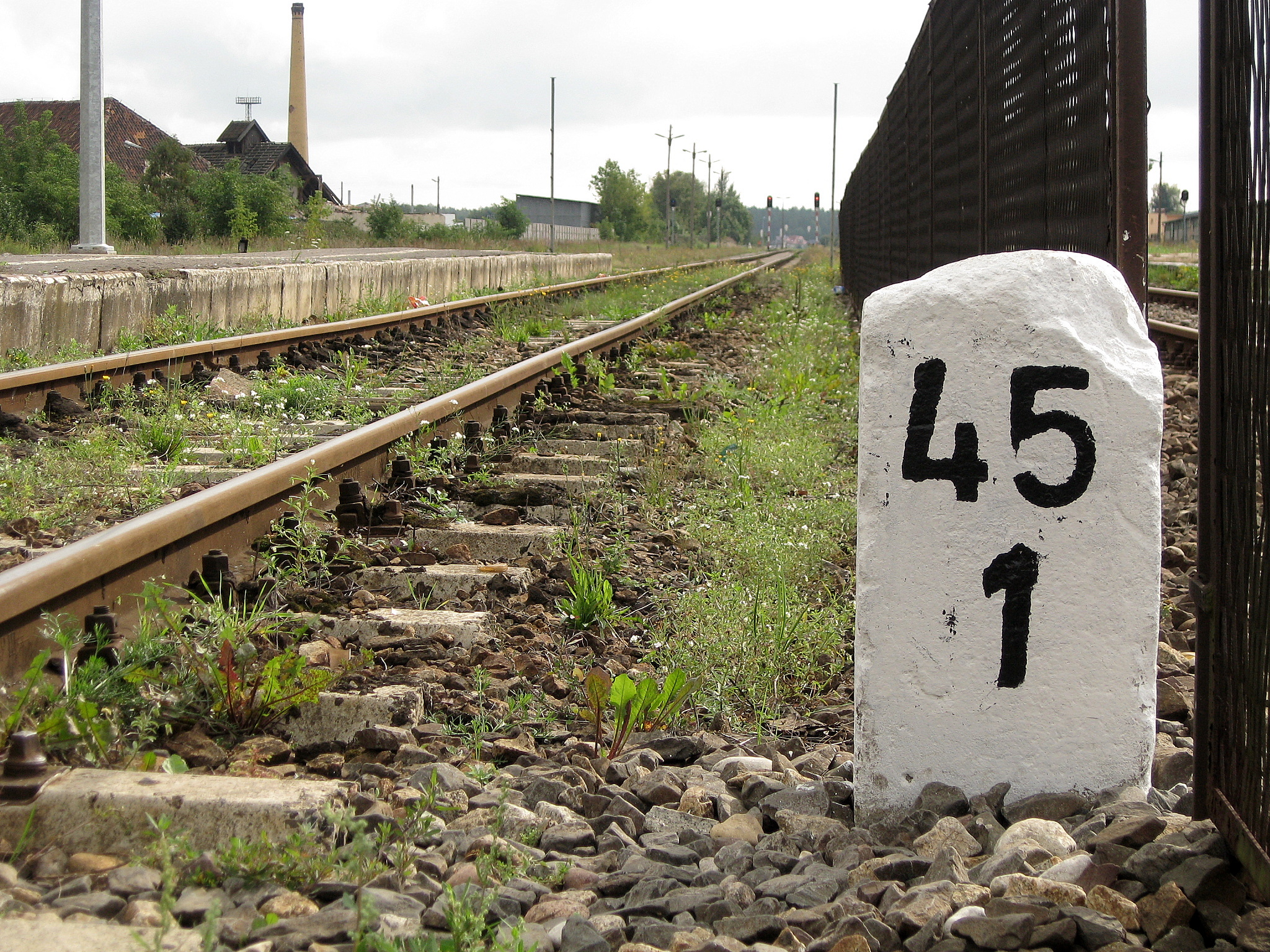
Słupek hektometrowy na stacji kolejowej w Szczytnie – pierwszy hektometr czterdziestego piątego kilometra

Hektometr (symbol: hm) – wielokrotność metra, podstawowej jednostki długości w układzie SI. Jeden hektometr równa się 100 m. Jednostka może być zapisana w notacji naukowej jako 1 E+2 m, co równa się 100 × 1 m.
Nie jest powszechnie używany jako jednostka odległości. Hektometrami odmierza się pikietaż na liniach kolejowych i drogach, zaznaczając go słupkami hektometrowymi.
- Dla określenia powierzchni używa się hektometrów kwadratowych (hm2), znanych pod nazwą hektar. 1 ha równa się 100 arów, który jest równy 10 000 m².
- Dla określania objętości używa się hektometrów sześciennych (hm3), gdzie 1 hm3 równa się 1 000 000 m³.